# گلونقطه‌ای خوش‌رنگ
گلونقطه‌ای خوش‌رنگ (نام علمی: Epinecrophylla ornata)، که در گذشته مورچه‌گیرک خوش‌رنگ نامیده می‌شد، گونه‌ای از پرندگان در زیرخانواده Thamnophilinae از تیرهٔ مورچه‌مرغان (Thamnophilidae) «نمادین» است. در بولیوی، برزیل، کلمبیا، اکوادور و پرو یافت می‌شود.